# 12342 Kudohmichiko
12342 Kudohmichiko (1993 BL12) là một tiểu hành tinh vành đai chính được phát hiện ngày 30 tháng 1 năm 1993 bởi Yoshio Kushida và Osamu Muramatsu ở đài thiên văn Nam Yatsugatake.